# Červený Újezd u Votic
Červený Újezd u Votic – przystanek kolejowy w miejscowości Červený Újezd, w kraju środkowoczeskim, w Czechach. Znajduje się na linii 202 Benešov – Czeskie Budziejowice, na wysokości 565 m n.p.m..  

## Linie kolejowe
- 220: Tábor – Bechyně